# Prism Land Story
Prism Land Story (ou Sorcerer's Maze) est un jeu vidéo de puzzle sorti en 1998 sur PlayStation. Le jeu a été développé par Dcruise et Siesta et édité par Midas Interactive Entertainment, Hect et XS Games.